# Melitaea embriki
Melitaea embriki är en fjärilsart som beskrevs av Felix Bryk 1940. Melitaea embriki ingår i släktet Melitaea och familjen praktfjärilar. Inga underarter finns listade i Catalogue of Life.